# علي الحديثي
علي الحديثي (1968) هو كاتب عراقي مواليد مدينة بغداد. حاصل على البكالوريوس في اللغة العربية، يعمل مدرسًا للغة العربية. هو عضو اتحاد الأدباء والكتاب العراقيين، وعضو نقابة الصحفيين. بدأ كتابة القصة القصيرة منذ عام 1995، فازت قصته القصيرة (عندما يسكت زوربا) بالمركز الأول في مسابقة دار ضاد للطباعة والتوزيع في مصرعام 2015، وفازت روايته (ارفعوا صوت التلفاز) بالمركز الأول مناصفة في مسابقة رابط الشعراء العرب للرواية العربية في عام 2017.

## كتب
| الاسم                 | دار النشر                               | تاريخ النشر | عدد الصفحات | ردمك ISBN              | المصدر      |
| --------------------- | --------------------------------------- | ----------- | ----------- | ---------------------- | ----------- |
| المعبث                | دار عدنان للنشر، ودار ميزوبوتاميا للنشر | 2013        | 104         |                        | [ 2 ] [ 3 ] |
| ذكريات معتقة باليوريا | فضاءات للنشر والتوزيع                   | 2015        | 220         | (ردمك 9789957306496)   | [ 4 ]       |
| عندما يسكت زوربا      | دار ضاد للنشر و التوزيع                 | 2015        | 280         | (ردمك 5015188977)      |             |
| جئتُ متأخرًا            | مجموعة كلمات                            | 2016        | 131         | (ردمك 139789948184188) | [ 5 ]       |
| ارفعوا صوت التلفاز    | دار الرابطة للنشر و التوزيع             | 2017        | 140         |                        | [ 6 ]       |
| مثل ذلك               | دار نينوى للدراسات والنشر والتوزيع      | 2019        | 88          | (ردمك 9789933381813)   | [ 7 ]       |
| ذكرأة                 | دار نينوى للدراسات والنشر والتوزيع      | 2019        | 154         | (ردمك 9789933381042)   | [ 8 ]       |
| ثقوب غارية            | منشورات دار شهريار للنشر والتوزيع       | 2021        | 79          | (ردمك 9789922933740)   | [ 9 ]       |